# Tiltott szerencsejáték szervezése
A tiltott szerencsejáték szervezése a közbiztonság elleni bűncselekmények csoportjába tartozó olyan bűncselekmény, amely nélkülözi az államilag legalizált szerencsejátékok jogi feddhetetlenségét, és megingatja az engedélyezett szerencsejátékok iránti közbizalmat.

## A hatályos magyar szabályozás
A 2015. évi LXXVI. törvény 32.§-a szerint (2015. július 1-jétől hatályos) a  Btk. 360. §-a helyébe a következő rendelkezés lépett:

„360. § Aki a) tiltott szerencsejátékot rendszeresen szervez,

b) tiltott szerencsejáték rendszeres szervezéséhez helyiséget vagy eszközt bocsát rendelkezésre, vagy 

c) tiltott szerencsejátékban való részvételre nagy nyilvánosság előtt felhív,

bűntett miatt három évig terjedő szabadságvesztéssel büntetendő.”

„A módosítás kiegészíti a tiltott szerencsejáték szervezés tényállásának sui generis elkövetési magatartását az eszköz rendelkezésre bocsátására is. A mai elkövetési módok között jellemző az online szerencsejáték informatikai eszköz, hírközlő végberendezés
rendelkezésre bocsátása útján történő hozzáférhetővé tétele, amely cselekmény nem vonható a szervezés fogalma alá. A helyiség rendelkezésre bocsátása mellett, illetve attól elkülönülten is megvalósítható az eszköz rendelkezésre bocsátása, amely lehetővé teszi a tiltott szerencsejátékban való részvételt. Ez a cselekmény ugyanúgy veszélyezteti a szerencsejáték legális szervezését és sérti a szerencsejáték szervezésére vonatkozó jogi rendet, ezért a tényállás kiegészítése szükséges. Tekintettel arra, hogy az utóbbi időben igen elszaporodott a tiltott szerencsejátékban való részvételre vonatkozó ajánlatok hírközlő eszközök útján történő közzététele, amely
tevékenység a szerencsejáték szervezéséről szóló 1991. évi XXXIV. törvény 1. § (5) bekezdése alapján adóhatósági engedély hiányában ugyancsak tilalmazott, indokolt a tiltott szerencsejáték elterjedésének megakadályozása eszközeként az ilyen tevékenységet is
büntetőjogilag szankcionálni. A felhívás a szervezéshez képest egy kiegészítő jellegű tevékenység, a rendelkezés ezt a bűnsegédi magatartást sui generis elkövetési magatartásként rendeli büntetni. A tilalmazást nem indokolt kizárólag az interneten való közzététel esetére szűkíteni, hiszen egyéb tiltott szerencsejáték esetében is társadalomra veszélyes az a magatartás, amely révén valaki pl. illegális játéktermek látogatásra buzdít. A Btk. 459. § 22. pontja értelmében nagy nyilvánosságon a bűncselekménynek a sajtótermék,
médiaszolgáltatás, sokszorosítás vagy elektronikus hírközlő hálózaton való közzététel útján történő elkövetését is érteni kell.”

## A korábban hatályos magyar szabályozás
Btk. 267. § Aki tiltott szerencsejátékot rendszeresen szervez, vagy ehhez helyiséget bocsát rendelkezésre, vétséget követ el és két évig terjedő szabadságvesztéssel, közérdekű munkával vagy pénzbüntetéssel büntetendő. Mellékbüntetésként kitiltásnak is helye van.

### A tiltott szerencsejáték fogalma
A tiltott szerencsejáték fogalmát az 1991. évi XXXIV. törvény tartalmazza, 37. § 14. pont szerint: tiltott szerencsejátéknak minősül az engedély nélkül vagy az engedélyben foglaltaktól eltérően, illetve a jelen törvény szabályainak kijátszásával vagy az abban foglalt kötelezettség, vagy tilalom megszegésével szervezett szerencsejáték.

### Elkövetési magatartás
A bűncselekmény elkövetési magatartása tiltott szerencsejáték szervezése, vagy ehhez helyiség rendelkezésre bocsátása. 
Mellékbüntetésként kitiltás is kiszabható.